# District de Sümeg
Le district de Sümeg (en hongrois : Sümegi járás) est un des 10 districts du comitat de Veszprém en Hongrie. Il compte 15 390 habitants et rassemble 21 localités : 20 communes et une seule ville, Sümeg, son chef-lieu.
Cette entité existait déjà auparavant, au sein de l'ancien comitat de Zala puis dans celui de Veszprém à partir de 1950. Le district a été supprimé en 1966.

## Localités
- Bazsi
- Bodorfa
- Csabrendek
- Dabronc
- Gyepükaján
- Hetyefő
- Hosztót
- Káptalanfa
- Megyer
- Nemeshany
- Rigács
- Sümeg
- Sümegprága
- Szentimrefalva
- Ukk
- Veszprémgalsa
- Zalaerdőd
- Zalagyömörő
- Zalameggyes
- Zalaszegvár